# Utilitários Unix
Esta é uma lista de comandos do sistema ou programas de computador para controle do sistema operacional Linux e sistemas compatíveis, como o Unix.

## Comentários
A linha de comando do sistema operacional Linux permite a realização de inúmeras tarefas através de seus comandos, de manipulação de arquivos a verificação do tráfego em rede.
Para exibir uma descrição detalhada de cada comando abra uma console ou xterm e digite "man comando" (onde "comando" é o nome do comando em questão).

## Comandos de manipulação de diretório
```
mkdir
     cria um diretório (exemplo: mkdir docs).

rmdir
     exclui um diretório (se estiver vazio).

rm
 
-rf
    exclui um diretório e todo o seu conteúdo.

cd
        entra num diretório atual (exemplo: cd docs). Também permite alterar o diretório corrente.

cd ~
      vai direto para o diretório home do usuário logado.

cd -
      volta ao último diretório acessado.

pwd
       exibe o local do diretório atual.

ls
        listar o conteúdo do diretório.

ls -alh
   mostra o conteúdo detalhado do diretório.

ls -ltr
   mostra os arquivos no formado longo(l) em ordem inversa(r) de data (t).

du
 
-msh
   mostra o tamanho do diretório em Megabytes.

whereis
   mostra onde se encontra determinado arquivo (binários)- exemplo: whereis samba.

which
     mostra qual arquivo binário está sendo chamado pelo shell quando chamado via linha de comando.
```

## Dicas úteis

### O maior diretório
Para obter uma listagem de diretórios em sistemas GNU/Linux, ordenados do maior para o menor, use o comando:
```
du
 -Sk | sort -nr | more
```

ou
```
du -Sh | sort -nr | more
```

para exibir resultado em UNID (Kbytes, Mbytes ou Gbytes)

### O tamanho de cada diretório ou subdiretório
```
du -ach --max-depth=1 /var/
du -ach --max-depth=1 /var/  | sort -nr
du -ach --max-depth=1 /var/  | sort -nr | more
```

### Criar diretórios dentro de diretorios
mkdir curso
- Criará um diretório curso abaixo do diretório corrente.
mkdir -p teste teste1 teste2 teste3
- Criará vários diretórios;teste1 teste2 e teste3 abaixo do diretório corrente.

### Criar uma árvore completa de diretórios
```
 mkdir -pv docs/{img/{fotos,icons,wallpapers,
svg
},textos/{artigos,man},tmp}
```

A regra:
```
para cada pasta que conterá subpastas use "nome/{}" dentro das chaves coloque os nomes separados por vírgula e não esqueça de usar o parâmetro '-p' no começo do comando!
```

## Comandos para manipulação de arquivos
```
cat
      mostra o conteúdo de um arquivo binário ou texto

tac
      semelhante ao cat mas inverte a ordem

tail
     mostra as últimas 10 linhas de um arquivo (util para ler logs)

head
     mostra as primeiras 10 linhas de um arquivo

less
     mostra o conteúdo de um arquivo de texto com controle

vi
       editor de ficheiros de texto

vim
      versão melhorada do editor supracitado

rm
       remoção de arquivos (também remove diretórios)

cp
      copia diretórios;   'cp -r' copia recursivamente

mv
       move ou renomeia arquivos e diretórios

chmod
    altera as permissões de arquivos ou diretórios

chown
    altera o dono de arquivos ou diretórios
cmd>txt  cria um novo arquivo(txt) com o resultado do comando(cmd)
cmd>>txt adiciona o resultado do comando(cmd) ao fim do arquivo(txt)

touch
    touch foo.txt - cria um arquivo foo.txt vazio; também altera data e
         hora de modificação para 
agora

> arquivo.txt   mais rápido que o touch para criação de arquivos
split    divide um arquivo

recode
 recodifica um arquivo ex: recode iso-8859-15..utf8 file_to_change.txt
[mc] poderoso gerenciador de arquivos 
Midnight Commander
, o mcedit (
Editor de texto
) faz parte da suíte.
```

## Comandos para administração
```
man
       mostra informações sobre um comando
adduser   adiciona usuários
addgroup  adiciona grupos
apropos   realiza pesquisa por palavra ou string
df        reporta o uso do espaço em disco do sistema de arquivos
dmesg     exibe as mensagens da inicialização(log)

du
        exibe estado de ocupação dos discos/partições

find
      comando de busca ex: find ~/ -cmin -3
userdel   remove usuários
chfn      altera informação relativa a um utilizador

who
       informa quem está logado no sistema

whoami
    informa com qual usuário você está logado
passwd    modifica senha (password) de usuários
umask     define padrões de criação de arquivos e diretórios

ps
        mostra os processos correntes
ps -aux   mostra todos os processos correntes no sistema

kill
      manda um sinal para um processo. Os sinais SIGTERM e SIGKILL encerram o processo.
killall   manda um sinal para todos os processos.
nice      roda um programa com a prioridade desejada
renice    permite alterar a prioridade do programa estando em execução

su
        troca para o super-usuário root (é exigida a senha)
su user   troca para o usuário especificado em 'user' (é exigida a senha)
chown     altera a propriedade de arquivos e pastas (dono)
env       mostra variáveis do sistema
ntsysv    exibe e configura os processos de inicialização
```

## Comandos para administração de rede
```
ifconfig
   mostra as interfaces de redes ativas e as informações relacionadas a cada uma delas

route
      mostra as informações referentes as rotas

mtr
        mostra rota até determinado IP

nmap
       lista as portas de sistemas remotos/locais atrás de portas abertas.
           Pode verificar sistema operacional em execução no host remoto.

netstat
    exibe as portas e protocolos abertos no sistema.

iptraf
     analisador de trafego da rede com interface gráfica baseada em diálogos

tcpdump
    sniffer muito popular. Sniffer é uma ferramenta que "ouve" os pacotes
           que estão passando pela rede.

traceroute
 traça uma rota do host local até o destino mostrando os roteadores intermediários

nslookup
   consultas a serviços 
DNS

dig
        testa a configuração do servidor 
DNS
```